# Đỗ phu nhân (Bắc Ngụy Minh Nguyên Đế)
Minh Nguyên Mật hoàng hậu (chữ Hán: 明元密皇后; ? - 420), còn gọi là Đỗ phu nhân (杜夫人) hoặc Mật quý tần (密贵嫔), là người huyện Nghiệp Nhân, Ngụy quận, là phi tần của Bắc Ngụy Minh Nguyên Đế thác Bạt Tự của Bắc Ngụy trong lịch sử Trung Quốc. Bà hạ sinh ra người kế vị, tức Bắc Ngụy Thái Vũ Đế Thác Bạt Đảo.

## Tiểu sử
Đỗ thị nguyên xuất thân từ người Hán, em gái của Dương Bình vương Đỗ Siêu, tướng quân cao cấp trong triều đình. Lúc trưởng thành, bà thành hôn với Tề vương Thác Bạt Tự, con trai trưởng của Bắc Ngụy Đạo Vũ Đế. Năm 408, bà hạ sinh hoàng tôn Thác Bạt Đảo. Năm 409, Thác Bạt Tự nối ngôi tức Bắc Ngụy Minh Nguyên Đế, hạ lệnh sách phong bà làm Quý tần (贵嫔).
Năm 420, Đỗ Quý tần qua đời, không rõ bao nhiêu tuổi. Bà được ban thụy hiệu là Mật, an táng ở Vân Trung, Kim Lăng. Sang thời Thác Bạt Đảo nối ngôi (Bắc Ngụy Thái Vũ Đế), Hoàng đế đã tôn phong cho bà tước vị Hoàng hậu và lập miếu thờ.